# Wieczna miłość (meksykańska telenowela)
Wieczna miłość – meksykańska telenowela z 2013 roku wyprodukowana przez TV Azteca.
Polska premiera odbędzie na 30 marca 2021 na kanale Novela TV.

## Fabuła
Nieszczęśliwa w małżeństwie Paula przypadkowo spotyka byłego narzeczonego Alejandro. Uczucie, które łączyło oboje przed laty, odżywa z nową siłą.

## Obsada
- Edith González
- Ramiro Fumazoni
- Humberto Zurita
- Andrea Noli
- Martha Verduzco
- Juan Manuel Bernal
- Veronica Merchant
- Wendy de los Cobos
- Maria Reneé Prudencio
- Victor Huggo Martin